# Warehouse 13
Warehouse 13 è una serie televisiva fantastico-fantascientifica avventurosa, prodotta dal 2009 al 2014 da Universal Media Studios e trasmessa sul canale televisivo Syfy.
Narra le vicende di alcuni agenti all'interno di una organizzazione governativa segreta dedita al recupero di manufatti arcani. È stata descritta come «parte X-Files, parte I predatori dell'arca perduta e parte Moonlighting».
Il primo episodio della serie, andato in onda il 7 luglio 2009, è stato il terzo più grande debutto dalla nascita del canale Syfy, facendo registrare 3,5 milioni di contatti.
In Italia le prime tre stagioni sono state trasmesse in prima visione dal 1º febbraio 2010 sul canale pay Steel, della piattaforma Mediaset Premium; dal 29 marzo 2011 è iniziata la trasmissione in chiaro su Rai 4 che ha proposto anche le stagioni successive in prima visione assoluta.

## Trama
Gli agenti dei servizi segreti Myka Bering e Peter "Pete" Lattimer vengono trasferiti presso una misteriosa sede governativa, la cui esistenza è celata al pubblico e persino alle altre agenzie governative: Warehouse 13, uno speciale e sconfinato magazzino dove vengono raccolti, inscatolati e catalogati le invenzioni o gli oggetti con poteri eccezionali, spesso soprannaturali, denominati "artefatti", che potrebbero mettere in pericolo il mondo. Ad amministrare il magazzino è Arthur "Artie" Nielsen, aiutato dalla sua assistente Leena, che deve dare conto della sua attività ai suoi superiori, l'enigmatica Signora (Irene) Frederick e i cosiddetti Reggenti, che formano un'organizzazione segreta che da decenni si occupa di preservare la sicurezza del magazzino.
Durante la prima stagione, a Pete, Myka, Artie e Leena si aggiunge un nuovo membro al team del magazzino: Claudia Donovan, una ragazza che chiede aiuto ad Artie per salvare il fratello, rimasto da anni intrappolato in una sorta di limbo spazio-temporale a causa degli esperimenti che lui e lo stesso Artie avevano condotto su un artefatto. Oltre a recuperare gli artefatti, durante la prima stagione la squadra del magazzino è costretta anche ad affrontare uno spietato nemico che riesce a rubare dalla sede degli artefatti per scopo personale: McPhearson, un ex agente collega di Artie, che ora non esita a uccidere e rivendere gli artefatti al miglior offerente. All'inizio della seconda stagione si scopre che McPhearson è riuscito a far fuggire dalla prigione del magazzino - dove vengono rinchiusi e "bronzati" i personaggi più pericolosi che costituiscono una minaccia per il mondo - il celebre scrittore H. G. Wells, che in realtà è una donna e un genio del crimine. Sarà tuttavia Wells ad uccidere infine McPhearson, che morirà proprio tra le braccia di Artie, mentre sembra mostrare pentimento per le terribili azioni compiute.
Per ordine dei Reggenti, H. G. Wells, che era stata un'agente del magazzino 12, viene reintegrata nonostante le perplessità di Artie. Nel finale della seconda stagione però, lei metterà in pericolo la vita dei suoi colleghi, rubando un artefatto con l'intenzione di provocare un'estinzione del genere umano, allo scopo di redimerlo. Artie e Myka riusciranno a fermarla in tempo, facendola rinchiudere nuovamente.

## Episodi
La prima stagione, composta da 12 episodi, è andata in onda negli USA dal 7 luglio al 22 settembre 2009 e in Italia dal 1º febbraio al 15 marzo 2010 su Steel e sul digitale terrestre in chiaro su Rai 4 dal 29 marzo ad aprile 2011.
La seconda stagione è stata trasmessa negli Stati Uniti d'America dal 6 luglio 2010. In Italia è andata in onda dal 17 gennaio 2011 su Steel e da aprile 2011 su Rai 4.
La terza stagione è andata in onda dall'11 luglio 2011 negli Stati Uniti. L'11 agosto 2011 la serie è stata rinnovata per una quarta stagione, composta da 20 episodi e trasmessa in due parti dal 23 luglio 2012. Il 17 maggio 2013 è stata rinnovata per una quinta stagione conclusiva di sei episodi,, in onda dal 14 aprile 2014.
La seconda e la terza stagione, oltre dagli episodi mandati in onda durante l'estate, sono composte anche da un ulteriore episodio speciale natalizio trasmesso nel mese di dicembre.
| Stagione         | Episodi | Prima TV USA | Prima TV Italia |
| ---------------- | ------- | ------------ | --------------- |
| Prima stagione   | 12      | 2009         | 2010            |
| Seconda stagione | 13      | 2010         | 2011            |
| Terza stagione   | 13      | 2011         | 2012            |
| Quarta stagione  | 20      | 2012-2013    | 2013            |
| Quinta stagione  | 6       | 2014         | 2015            |

### Crossover
Sono individuabili parecchi collegamenti con la serie televisiva Eureka:
- l'attore che interpreta Artie (Saul Rubinek) ha partecipato all'episodio L'invulnerabile;
- la sostanza violacea usata per neutralizzare gli artefatti è prodotta dalla Global Dynamics (il centro di ricerca attorno al quale è nata la città di Eureka);
- il personaggio del dottor Hugo Miller compare anche in due episodi di Eureka.
- gli attori Erica Cerra e Niall Matter (che in Eureka interpretano rispettivamente Josephina "Jo" Lupo (aiutante dello sceriffo Carter) e Zane Donovan) appaiono come guest star nell'episodio Lo specchio di Alice, pur non interpretando i personaggi di Eureka;
- Joe Morton (che in Eureka interpreta Henry Deacon) appare nell'episodio Rimpianti, pur non interpretando il personaggio di Eureka;
- nell'episodio 13.1 ha fatto la sua comparsa il personaggio di Eureka Douglas Fargo, interpretato da Neil Grayston, chiamato ad aggiornare il sistema informatico del magazzino;
- nell'episodio Un ospite vip della quarta stagione di Eureka compare Claudia Donovan, interpretata da Allison Scagliotti, ospitata dall'amico Douglas Fargo.[5]
- nella terza stagione, Neil Grayston è comparso nel sesto episodio interpretando nuovamente Douglas Fargo, personaggio di Eureka.[6]

Inoltre, nel quinto episodio della prima stagione di Alphas fa la sua comparsa il dottore del magazzino Vanessa Calder, interpretata da Lindsay Wagner.

## Personaggi e interpreti

### Personaggi principali
- Peter "Pete" Lattimer (stagioni 1-5), interpretato da Eddie McClintock
- Myka "Mykes" Ophelia Bering (stagioni 1-5), interpretata da Joanne Kelly
- Arthur "Artie" Nielsen (stagioni 1-5), interpretato da Saul Rubinek
- Claudia "Claude" Donovan (stagioni 1-5), interpretata da Allison Scagliotti
- Leena (stagioni 1-4), interpretata da Genelle Williams
- Steven "Jinksie" Jinks (stagioni 3-5), interpretato da Aaron Ashmore

### Personaggi ricorrenti
- Daniel Dickinson (stagione 1), interpretato da Simon Reynolds: è l'ex datore di lavoro di Pete e Myka.
- Benedict Valda (stagioni 1-2), interpretato da Mark Sheppard: è uno dei reggenti.
- James McPhearson (stagioni 1-2, 4), interpretato da Roger Rees: è l'antagonista di Artie nelle prime due stagioni, ex agente del magazzino.
- Joshua Donovan (stagioni 1-2, 4), interpretato da Tyler Hynes: è il fratello di Claudia, lavora al CERN di Ginevra.
- Irene Frederick (stagioni 1-5), interpretata da CCH Pounder: è la reggente custode del magazzino.
- Kelly Hernandez (stagione 2), interpretata da Paula Garcés: è la veterinaria della città dove ha sede il magazzino, che sviluppa una relazione sentimentale con Pete.
- Helena G. Wells (stagioni 2-4), interpretata da Jaime Murray: è stata agente del magazzino 12. Dopo aver tentato di causare l'estinzione della razza umana, si redime e ritorna a collaborare con la squadra del magazzino.
- Hugo Miller (stagioni 2–5), interpretato da René Auberjonois: è un ex-agente del magazzino, genio dei computer.
- Walter Sykes (stagione 3), interpretato da Anthony Michael Hall: è a capo della "A to Z Technologies", antagonista principale durante la terza stagione.
- Jane Lattimer (stagioni 3-4), interpretata da Kate Mulgrew: è una reggente, madre di Pete.
- Amanda Lattimer (stagioni 3-4), interpretata da Jeri Ryan: è l'ex moglie di Pete.
- Fratello Adrian (stagioni 3-4), interpretato da Brent Spiner: è il capo della "Fratellanza dei cavalieri del diamante nero", antagonista principale durante la quarta serie.

Notevole il fatto che parecchi personaggi ricorrenti siano interpretati da attori e attrici che in passato furono, e sarebbero nuovamente stati in futuro, protagonisti del franchise di Star Trek: Brent Spiner era l'androide Data in Star Trek: The Next Generation e successivamente in Star Trek: Picard, René Auberjonois era il mutaforma Odo in Star Trek: Deep Space Nine, Kate Mulgrew e Jeri Ryan erano rispettivamente il Capitano Kathryn Janeway e la Borg Sette di Nove in Star Trek: Voyager (quest'ultima anche in Star Trek: Picard).

Inoltre il secondo episodio della quinta stagione, Servizi segreti, fu diretto da Robert Duncan McNeill, interprete del Tenente Tom Paris della USS Voyager.
Analogamente l'Artie di Warehose 13, Saul Rubinek, era stato protagonista di uno degli episodi più famosi della serie Star Trek: The Next Generation (ventiduesimo episodio della terza stagione, Il collezionista) nei panni di Kivas Fajo, un collezionista di oggetti rari che rapiva proprio Data.

## Produzione
La serie è prodotta dalla Universal Cable Productions per il canale Syfy. La produzione dell'episodio pilota fu approvata a fine 2007, mentre il 19 settembre 2008 fu dato il via libera alla produzione di una prima stagione di 12 episodi per la stagione estiva. La sceneggiatura è stata scritta da Jane Espenson, co-produttrice esecutiva di Battlestar Galactica, e D. Brent Mote. Jack Kenny è stato designato come showrunner, oltre che come produttore esecutivo. Jace Alexander ha diretto il pilot, trasmesso il 7 luglio 2009.
La serie è girata principalmente nelle province canadesi Ontario e Québec.

## Il magazzino
Il "Magazzino 13" (Warehouse 13 nella versione originale, utilizzato dalla terza stagione anche nella versione italiana) fu costruito nel 1914 da Thomas Edison, Nikola Tesla e Maurits Cornelis Escher allo scopo di raccogliere e conservare tutti gli oggetti dotati di capacità soprannaturali. Attualmente, il particolare magazzino si trova in Dakota del Sud, negli Stati Uniti, ma come suggerisce il nome, sono esistiti in passato 12 precedenti magazzini, ospitati in varie parti del mondo. Nel corso della storia infatti il magazzino è stato trasferito nel paese o città-stato più potente del periodo storico in corso. Il primo magazzino fu fatto costruire da Alessandro Magno per ospitare gli artefatti conquistati in battaglia e rimase nel Regno di Macedonia dal 336 al 323 a.C. Successivamente fu trasferito in Egitto, dove il "Magazzino 2" acquisì per la prima volta un preciso sistema di regole, nonché i primi agenti incaricati a localizzare e catalogare gli artefatti, chiamati "Reggenti". Dal 30 a.C. fu trasferito nell'Impero romano d'Occidente, dove rimase fino al 434. Il "Magazzino 4" nell'Impero unno durò solo un ventennio, fino al 453, dopo di che fu trasferito nell'Impero bizantino fino all'813. Dall'813 al 1219 fu ospitato dall'Impero Khmer, dal 1219 al 1260 dall'Impero mongolo, dal 1260 al 1517 nel Sacro Romano Impero Germanico, dal 1517 al 1566 dall'Impero ottomano, dal 1566 al 1725 dall'Impero Moghul e dal 1725 al 1830 dall'Impero russo. Il "Magazzino 12" invece fu ospitato dal 1830 al 1914 dall'Impero britannico a Londra.
Gli artefatti, nella maggior parte dei casi, sono legati alle più grandi figure storiche, come lo "specchio di Alice" costruito da Lewis Carroll o la "penna di Edgar Allan Poe" o ancora il "braccialetto di Carlo Collodi", e l'unico modo per neutralizzarli consiste nell'immergerli in una particolare e misteriosa sostanza gelatinosa di un caratteristico colore viola (lo stesso colore dei guanti utilizzati per maneggiare in sicurezza gli artefatti), prodotta dalla Global Dynamics, o in uno speciale sacchetto antistatico.
WAREHOUSE 1 (Grecia).
Posizione: Regno di Macedonia Periodo: 336 a.C. - 323 a.C.
Il primo Magazzino fu costruito in Macedonia da Alessandro Magno per ospitare vari artefatti da lui raccolti durante la sua vita durante la campagna. È possibile che un artefatto sia stato responsabile della sua cattiva salute e della conseguente morte per avvelenamento. Il primo Magazzino fu costruito direttamente accanto alla sua residenza, dando credito alla teoria che un artefatto fosse responsabile della sua morte (sebbene morì a Babilonia, in Mesopotamia, non in Macedonia).
WAREHOUSE 2 (Egitto).
Posizione: Dinastia Ptolemaica (Egitto)
Periodo: 323 a.C. - 30 a.C.
Il secondo magazzino fu costruito in Egitto subito dopo la morte di Alessandro Magno. Questa iterazione del Magazzino ha visto l'istituzione dell'organo di governo dei funzionari del magazzino noti come i Reggenti. Questi reggenti erano i primi "collezionisti" o agenti di qualsiasi Magazzino ed erano responsabili di aggiungere al Magazzino oggetti come l'Asp Skin di Cleopatra. Gli agenti non sono stati ufficialmente impiegati fino a molto tempo dopo nella storia del magazzino. Il magazzino si trasferì nella sua prossima posizione poco dopo la morte di Cleopatra. Tuttavia, il Magazzino non fu correttamente disattivato, a causa dell'invasione dei Romani nel 31 a.C.
Nel 2010, è stato riattivato dagli studenti in un viaggio segreto in Egitto, pagato da H.G. Wells per "scoprirlo". L'obiettivo di Wells era quello di attirare gli agenti del Magazzino 13 nel Magazzino 2 e aiutarla a scavalcare le trappole. Il magazzino 2 richiedeva a chi entrava di superare tre test prima che fossero al sicuro all'interno. Questi test hanno sfidato rispettivamente la mente, il corpo e l'anima. Nel test mentale, è necessario sbarazzarsi di molti grandi pioli "saltandoli" uno sopra l'altro fino a quando ne rimane uno solo. Nel test del corpo, devono guidarsi attraverso un percorso ad ostacoli di fuoco e asce. Il reggente Benedict Valda è morto durante questo test. Nel test dell'anima, l'agente ha l'illusione di trovarsi nel loro posto più felice, mentre in realtà il pavimento sta cadendo sotto di loro. Il magazzino 2 ha tentato di creare una connessione con Irene Frederic, attuale custode del magazzino, quando è stato riattivato. Gli agenti del magazzino 13 Pete, Myka e Helena G. Wells furono in grado di disattivarlo completamente. Con metodi sconosciuti, la maggior parte di tutti i manufatti sono stati inviati al magazzino 13 dopo essere stati sepolti sotto la sabbia.
WAREHOUSE 3 (Italia).
Posizione: Impero Romano d'Occidente
Periodo: 30 a.C. - 434 d.C.
Con il suicidio di Cleopatra e la successiva conquista dell'Egitto da parte di Roma, il Magazzino si trasferì nell'impero romano occidentale, iniziando quello che potrebbe essere stato il periodo più generoso dell'attività del magazzino nella sua storia. Si ritiene che i governanti di Roma abbiano contribuito con decine di migliaia di manufatti al Magazzino, garantendo così un impero fruttuoso e potente. Tre dei più importanti artefatti apportati in quel periodo includono la Spada di Marco Aurelio, la Croce di Costantino il Grande e la Lira di Nerone.
WAREHOUSE 4 (Europa centrale).
Posizione: Impero Unnico
Periodo: 434 d.C. - 453 d.C.
Quando l'influenza di Roma nel mondo cominciò a calare e l'influenza dell'Impero unnico aumentò, la successiva iterazione del Magazzino apparve da qualche parte in quella che oggi è conosciuta come Europa centrale orientale. Nessuna capitale conosciuta dell'impero unnico fu mai identificata chiaramente, tuttavia, il magazzino si mosse non molto tempo dopo la morte di Attilla l'Unno, mentre i suoi figli gareggiavano per il potere dell'impero. La quarta iterazione del Magazzino fu una delle più corte della storia, che durò solo 19 anni, a quel punto tornò all'impero romano (orientale) (ora noto come impero bizantino).
WAREHOUSE 5 (Bisanzio).
Posizione: Impero Bizantino
Periodo: 453 d.C. - 813 d.C.
Il breve periodo di tempo in cui il Magazzino esisteva nell'impero unnico fu eclissato dal suo ritorno a Roma sotto l'ascesa di quello che oggi è chiamato Impero Bizantino. Durante questo periodo, il magazzino prosperò di nuovo e migliaia di manufatti furono aggiunti ai magazzini di tutto il mondo, specialmente quelli di importanza religiosa. Fu solo leggermente dopo l'ascesa bizantina dell'iconoclastia che il Magazzino si trasferì nella sua prossima posizione, l'Estremo Oriente.
WAREHOUSE 6 (Cambogia).
Posizione: Impero Khmer (Sud-est asiatico)
Periodo: 813 d.C. - 1219 d.C.
La sesta iterazione del Magazzino si trovava nella città di Angkor in quello che oggi è conosciuto come il Regno di Cambogia. Si trovava in questo paese del sud-est asiatico per oltre quattro secoli e rappresenta il più grande periodo di espansione della collezione di manufatti asiatici del magazzino, specialmente quelli relativi alle religioni indù e buddista. Il magazzino è durato qui fino a poco dopo la morte di Jayavarman VII, uno dei due soli imperatori buddisti nella storia dell'impero Khmer, mentre l'agitazione politica ha cominciato a spazzare via l'impero.
WAREHOUSE 7 (Mongolia).
Posizione: Impero Mongolo
Periodo: 1219 d.C. - 1260 d.C.
Dopo l'inizio dei disordini nell'Impero Khmer, il Magazzino si spostò di nuovo, ma non lontano, questa volta al centro dell'impero mongolo in quella che era probabilmente la città di Karakorum. Poco si sa circa gli artefatti aggiunti durante il periodo in cui era situato nell'Impero mongolo, anche se si pensa che il Magazzino abbia ampliato la sua collezione. Ad un certo punto durante l'utilizzo del Magazzino 7 Gengis Khan ha forgiato il Remati Shackle per assicurarsi che rimanesse sotto il controllo dei Mongoli. È stato fino all'agitazione politica che ha preannunciato l'inizio del regno di Kublai Khan che il magazzino si è trasferito di nuovo in Europa.
WAREHOUSE 8 (Germania).
Posizione: Sacro Romano Impero
Periodo: 1260 d.C. - 1517 d.C.
L'ottava iterazione si trovava in Germania quando il Sacro Romano Impero cominciò a dominare il mondo. È stato durante questo periodo in cui i reggenti hanno perfezionato la propria analisi di ciò che ha preannunciato una mossa del magazzino, imparando a leggere i climi che indicano un declino del potere della cultura del magazzino del paese ospitante. Nel caso dell'ottavo Magazzino, fu l'emissione di Martin Luther delle "Novantacinque tesi" che inaugurò l'inizio della Riforma protestante e l'inizio del declino del Sacro Romano Impero che spinse la prossima mossa.
Nell'episodio "Tutti giù per terra" (s4,e10), Claudia e Steve visitano il Warehouse 8 per trovare la pericolosa orchidea cinese, nota per aver provocato la "malattia del sudore" mortale. All'arrivo, scoprono che una compagnia assicurativa è stata costruita sopra le fondamenta originali del Magazzino 8 e che l'ingresso è ora situato in profondità. Dopo averlo trovato, scoprono che il magazzino non è altro che una piccola caverna vuota, che mostra solo un indizio sulla posizione dell'orchidea: un ponte di pietra sopra un fiume, che indica i guardiani del manufatto, la famiglia Steinbruck.
WAREHOUSE 9 (Turchia).
Posizione: Impero Ottomano (Turchia)
Periodo: 1517 d.C. - 1566 d.C.
La nona iterazione del Magazzino si trovava solo nell'impero ottomano fino alla morte di Solimano il Magnifico, un periodo di grande miglioramento culturale. Anche se la posizione esatta è sconosciuta, è probabile che il magazzino fosse situato a Costantinopoli (ora chiamata Istanbul), la sede imperiale dell'impero. Dato che il Palazzo Topkapi è tuttora valido, il magazzino non era chiaramente situato troppo vicino a quest'area della città. Con la morte di Solimano, l'impero iniziò a soffrire di stagnazione politica e militare, e nonostante fosse un importante centro culturale per centinaia di anni dopo la sua morte, i Reggenti trasferirono il magazzino ancora una volta.
Nell'episodio "Tutto il tempo del mondo" (s4,e19), è stato rivelato che Paracelsus, un pericoloso e folle alchimista, era l'originale Custode del Warehouse 9 prima di essere bronzato e cancellato dagli archivi.
Nell'episodio "Terrore senza fine" (s5,e1), dopo aver combinato la meridiana di Teodosio di Bitinia, l'orologio da taschino di Karl Schwarzschild, il telescopio di Pierre-Simon Laplace e la macchina del tempo di H.G. Wells, Paracelsus ha viaggiato indietro nel tempo all'epoca di Warehouse 9 con piani di uccisione dei reggenti di quel tempo. Riuscì nel suo piano e prese il controllo esclusivo dei Magazzini dal 9 al 13.
Una volta che Pete e Myka sono tornati indietro nel tempo a Paracelsus, hanno incontrato un'agente, Lisa Da Vinci, che li ha aiutati a rintracciarlo e ristabilire la linea temporale originale, riportando le storie dei Magazzini 9-13 alla normalità.
WAREHOUSE 10 (India).
Posizione: Impero Mughal (India)
Periodo: 1566 d.C. - 1725 d.C.
Il potere crescente dell'Impero Mughal, che alla fine comprendeva la maggioranza del subcontinente indiano all'apice della sua influenza, convinse i Reggenti a spostare la decima iterazione del Magazzino. Probabilmente la posizione era nella capitale di Agra, quindi capitale dell'impero e sede finale del famoso Taj Mahal, i cui piani originali sono attualmente ospitati nel magazzino. Il declino dei Moghul con l'ascesa del colonialismo britannico segna un altro trasferimento del magazzino.
(Nota di continuità: Syfy nota che la fine del regno di Shah Alaam I ha segnalato il cambiamento di potere che ha spinto i Reggenti a spostare il Magazzino nella sua prossima posizione. O il nome dello Shah non è corretto o la data non è corretta, sebbene sia più probabile il nome, non la data. Il quarto figlio di Shah Alaam I, Muhammad Shah, fu l'imperatore al potere durante l'anno in cui fu trasferito il Magazzino).
WAREHOUSE 11 (Russia).
Posizione: Impero russo (Mosca)
Periodo: 1725 d.C. - 1830 d.C.
Pietro I il Grande di Russia consolidò il potere dell'Impero russo e alla sua morte nel 1725, sua moglie Caterina I prese il potere. Ciò coincise con il trasferimento dell'undicesima iterazione del Magazzino a Mosca, la sede del potere in quel momento. Durante questa iterazione, i Reggenti iniziarono a usare regolarmente agenti non solo per il recupero degli artefatti, ma anche per la protezione del Magazzino stesso. La collezione all'interno del magazzino era diventata incredibilmente grande e un gruppo di agenti iniziò a setacciare il mondo alla ricerca di artefatti. Il tentativo di Napoleone Bonaparte di invadere la Russia nel 1811-1812 fu in parte alimentato dal desiderio di strappare il controllo del Magazzino 11 e della sua collezione di manufatti dal controllo dello zar Alessandro I e Romanov. Alla fine Napoleone I fu costretto a ritirarsi dalla Russia dopo l'incendio di Mosca, ma l'incidente fu sufficiente a spingere i Reggenti ad iniziare il processo di costruzione della prossima incarnazione del Magazzino. Il processo di costruzione durò diciotto anni e fu completato solo nel 1830.
Nell'episodio "Perduto e ritrovato" (s4,e28), Charlotte Dupres afferma di aver avuto una relazione con questa Warehouse e Alexei, un agente all'epoca, che l'ha uccisa due volte.
WAREHOUSE 12 (Gran Bretagna).
Posizione: Impero Britannico (Londra)
Periodo: 1830 d.C. - 1914 d.C.
L'anno 1830 segnò la data in cui la maggior parte degli storici concordava che la rivoluzione industriale aveva finalmente preso piede nel mondo. Con la caduta dell'impero russo all'orizzonte, i Reggenti hanno scelto di spostare nuovamente il magazzino, questa volta nell'impero britannico nella città di Londra, in Inghilterra, una mossa in gran parte annunciata come una delle migliori posizioni dopo l'originale e la seconda iterazione, ad Alessandria. Con l'aumento dell'industria che promuoveva i viaggi e l'aumento del numero di agenti, la Warehouse ha di nuovo ampliato la propria collezione, questa volta con artefatti ottenuti da luoghi più lontani dall'attuale magazzino che mai si pensava possibile. È stato durante questo periodo che si è verificato un numero senza precedenti di aggiornamenti e miglioramenti del magazzino, tutti considerati all'avanguardia e molti dei quali sono ancora in uso oggi.
Entro il 1890 i Reggenti stavano già pensando di trasferire il Magazzino in America. Nel tentativo di impedire il trasferimento del Magazzino, e al fine di dimostrare la continua potenza dell'Inghilterra, un impiegato del Magazzino, di nome Vincent Crowley, tentò di usare un missile, co-sviluppato da lui stesso con H.G. Wells e alimentato dal Corno di Joshua, come arma contro la Germania (durante questo periodo la Germania e la Gran Bretagna erano state coinvolte in una corsa agli armamenti).
L'assassinio dell'Arciduca Francesco Ferdinando d'Austria, erede dell'Impero austro-ungarico nel giugno del 1914, e lo scoppio della prima guerra mondiale nell'agosto del 1914 segnarono la chiusura del Magazzino 12 e il trasferimento del Magazzino in America. Quando hanno spostato i manufatti nel magazzino 13, il pirata Dan Seavey ha attaccato una delle loro barche e rubato molti artefatti, tra cui la collana di esagramma universale con rubini e borchie di Aleister Crowley e un frammento della pietra filosofale.
In un incidente simile, come rivelato nel fumetto Warehouse 13, il mercantile HMS Halcyon del Magazzino 12 fu affondato al largo della costa della Virginia dopo il tentativo di dirottamento da parte di tre ribelli inviati dal presidente confederato Jonathan Davis, che conosceva il Magazzino 12 e il potere degli artefatti, nel tentativo di usare i suoi contenuti per ribaltare le sorti della Guerra Civile a favore del Sud; tutti e tre gli uomini scelsero la forca per la confessione. Uno degli uomini, Bartholomew Adair, era un antenato di Viola Adair, che in seguito avrebbe trovato e distribuito parte del cache degli artefatti di Halcyon, attirando l'attenzione degli agenti di Warehouse, nel tentativo di mantenere l'esempio e l'eredità di suo padre uccidendoli.
H.G. Wells era un'apprendista in questa iterazione del magazzino. Altri dipendenti di questa iterazione del magazzino includevano William Wollcott, Vincent Crowley e Caturanga.
WAREHOUSE 13 (Stati Uniti d'America).
Posizione: South Dakota, Stati Uniti
Periodo: 1914 d.C. - Presente
La tredicesima iterazione del magazzino segna la prima volta nella sua storia che i reggenti hanno scelto attivamente di non spostare il magazzino al centro di un impero. Invece, il magazzino era situato in una remota area del South Dakota, negli Stati Uniti d'America. A causa della mancanza di popolazione e della quantità di terra disponibile, quest'area è stata scelta non solo per la lontananza, ma anche per le possibilità di espansione. Con l'avvento di Hitler negli anni '40, un progetto brevemente discusso per trasferire il magazzino in Germania fu rapidamente abbandonato. La sicurezza fu enormemente aumentata nel magazzino con l'aumento delle spie che divennero prevalenti durante quel periodo e durante l'apice della seconda guerra mondiale. Per impedire alle spie straniere di accedere ai segreti di Warehouse e fornire una ragione furtiva per l'esistenza del Magazzino, i Reggenti iniziarono a far circolare la diceria molto ben tenuta che la struttura del Warehouse conteneva le dichiarazioni dei redditi per tutti i cittadini degli Stati Uniti. Apparentemente la voce era abbastanza ripugnante per la maggioranza della gente che da allora le misure di sicurezza tecnologica, aumentate del tempo, hanno protetto il magazzino. Fu distrutto dalla bomba della Massoneria della Camera dei Comuni lasciata da Walter Sykes, ma successivamente restaurata da Artie con l'uso dell'astrolabio di Ferdinando Magellano.
La prima versione di Warehouse 13 era alimentata da tre artefatti o fonti alimentate da artefatto: energia idroelettrica (centro di elaborazione del neutralizzatore), energia eolica (dal mulino a vento di Miguel de Cervantes) e forza sismica (generata dal santuario di Anubis); ognuno era instabile e messo offline molto tempo fa.
WAREHOUSE 14 (Cina).
Periodo: 2014 AD (temporaneo)
Conosciuto anche come "Cangku Shisi", grazie alla versione alternativa della realtà di Benedict Valda che negoziava con i cinesi, utilizzando gli utensili di Hiram Abiff, Warehouse 14 doveva essere originariamente installato sotto lo Stadio Olimpico di Pechino. La struttura era così completa da avere targhe sui muri e cominciò a ricevere merci trasferite attraverso la Piazza del Mason.
Lo stato del magazzino 14 rimane sconosciuto poiché l'effetto della Piazza del Mason è stato invertito e il Magazzino 13 è stato mostrato in funzione cinquant'anni dopo il trasferimento iniziale e l'inversione degli artefatti. Anche se la stessa posizione verrà utilizzata quando il Magazzino alla fine si muove, è comunque sconosciuta.

## Webisodi
Nel luglio 2011, prima dell'inizio della terza stagione, sul sito di Syfy sono stati pubblicati 10 webisodi dalla durata di circa 2-3 minuti. La webserie, intitolata Of Monsters and Men, narra una breve disavventura, scollegata dalle vicende della serie, capitata ai personaggi di Pete, Claudia e Artie, che si ritrovano accidentalmente catapultati in un fumetto.
Nel luglio 2012, dopo il debutto della quarta stagione, venne pubblicata una nuova webserie. Intitolata Grand Designs, vede protagonista Pete che, mentre gioca con il cane Trailer, attiva un artefatto che riporta il magazzino 13 alla sua instabile forma originale. Inoltre, lui, Myka, Claudia, Artie e tutti gli oggetti del magazzino si ritrovano trasformati in forma bidimensionale.

## Merchandising
Nel giugno 2011 fu pubblicato un primo romanzo ispirato alla serie, Warehouse 13: A Touch of Fever, scritto da Greg Cox. A partire dal 24 agosto 2011 fu pubblicata, a cura della Dynamite Entertainment, anche una serie a fumetti suddivisa in cinque parti, con protagonisti i personaggi della serie.